# 亚太5号通信卫星
亚太5号通信卫星（英語：Apstar-5），又被称作电星18号（英語：Telstar-18），是美国劳拉空间系统公司制造的一颗静止轨道通信卫星，由香港亚太通信卫星有限公司和加拿大电星公司共同拥有。2004年6月29日发射升空，同年8月交付使用。卫星定点于东经138.0°赤道上空的轨道。2018年被亚太5C卫星取代。

## 概况
亚太5号于2004年6月29日由海上发射公司从奥德赛海上发射平台发射升空，用于接替亚太一号通信卫星（又称中星5E通信卫星）。发射后火箭最后一级推力不足，但是卫星仍使用自己的定位火箭推进到了预定轨道。卫星采用了劳拉空间系统公司的SSL 1300平台，重约4600公斤，设计寿命15年。卫星共有38个C波段转发器和16个Ku波段转发器，其中C波段可覆盖亞洲、大洋洲、太平洋島國地區及美国夏威夷，Ku波段可覆盖中國、蒙古、朝鲜半岛及印度。
多个卫星电视平台通过亚太5号传输电视节目，包括中国长城亚洲平台、香港艺华卫视、香港有线电视及台湾数码天空。